# Лукаш Магера
Лукаш Магера (чеськ. Lukáš Magera, нар. 17 січня 1983, Острава) — чеський футболіст, що грав на позиції нападника. Відомий за виступами в низці чеських клубів, а також за національну збірну Чехії. Чемпіон Чехії, володар Кубка Чехії.

## Клубна кар'єра
У професійному футболі Лукаш Магера дебютував 2003 року виступами за команду «Банік», в якій грав до 2004 року, та став у складі команди чемпіоном Чехії.У 2004 році футболіста віддали в річну оренду до клубу «Кладно», після чого він повернувся до «Баніка», де грав до 2008 року.
У 2008 році Магера перейшов до румунського клубу «Тімішоара», де грав до 2011 року, після чого перейшов до англійської команди «Свіндон Таун». У першій половині 2012 року футболіст знову грав у складі «Баніка», а в середині 2012 року перейшов до клубу «Млада Болеслав», у складі якого грав до 2018 року, та став у його складі володарем Кубка Чехії. Протягом 2018—2020 років Магера грав у складі клубу «Збройовка», після чого до завершення виступів на футбольних полях ще кілька років грав у складі низки нижчолігових чеських клубів.

## Виступи за збірну
У 2009 році Лукаш Магера дебютував у складі національної збірної Чехії. У складі збірної грав до 2010 року, провів у її складі 4 матчі, в яких забитими м'ячами не відзначився.

## Титули і досягнення
- Чемпіон Чехії (1):

«Банік»: 2003–2004
- Володар Кубка Чехії (1):

«Млада Болеслав»: 2015–2016